# Bellova Ves

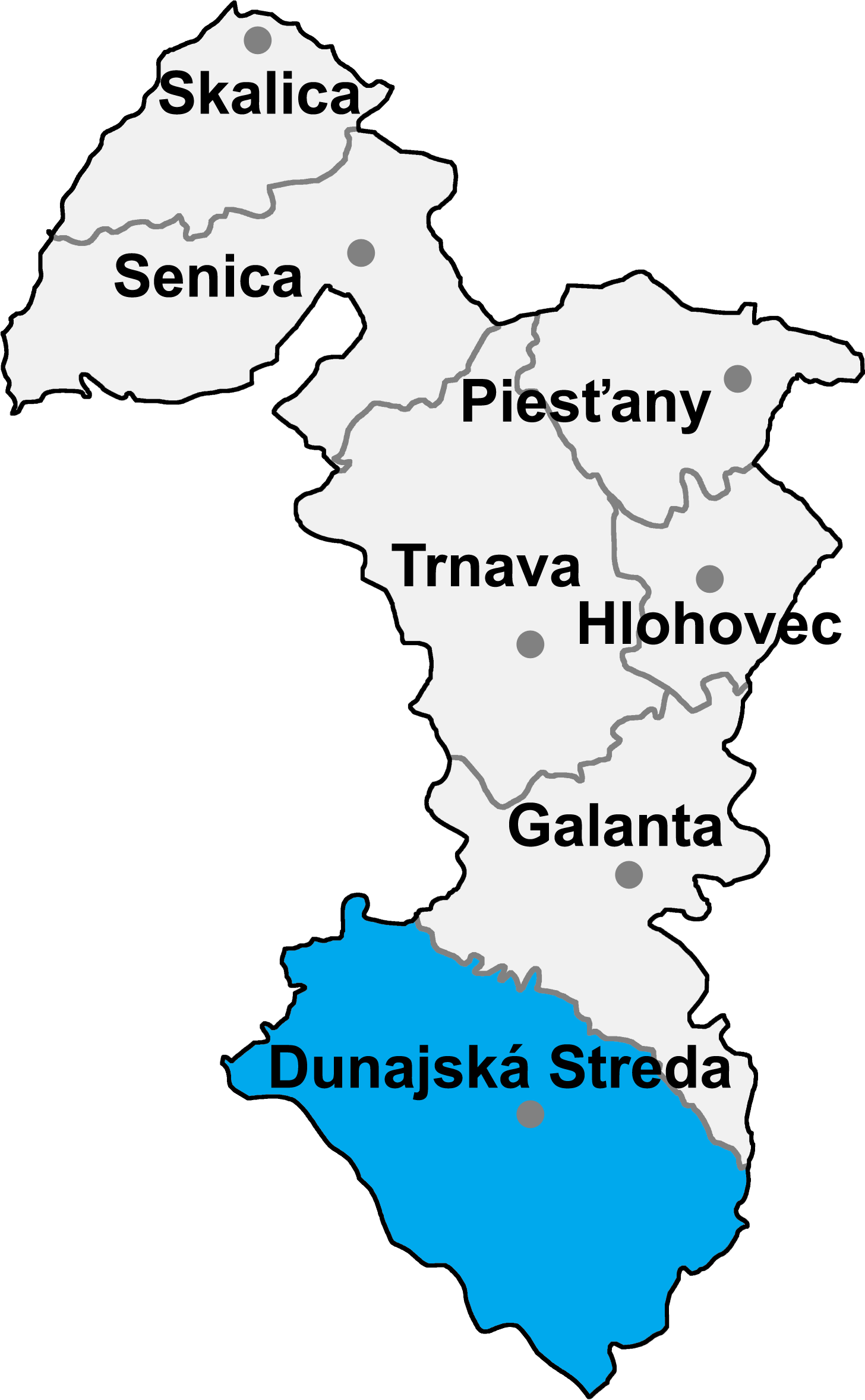
Localização de Dunajská Streda (distrito) na Trnava (região)

O Distrito eslovaco de Bellova Ves  é um dos sessenta e quatro municípios que formam a Distrito de Dunajská Streda, situada em Região de Trnava, Eslováquia.

## Demografia
| Ano:        | 1994 | 2004    | 2014    | 2024    |
| ----------- | ---- | ------- | ------- | ------- |
| Broj ljudi: | 165  | 184     | 255     | 365     |
| Razlika:    |      | +11,51% | +38,58% | +43,13% |

| Ano:               | 2023 | 2024   |
| ------------------ | ---- | ------ |
| Número de pessoas: | 358  | 365    |
| Diferença:         |      | +1,95% |